# Сосна довговічна
Сосна остиста міжгірська довговічна (Pinus longaeva) — вид довгоживучих дерев.

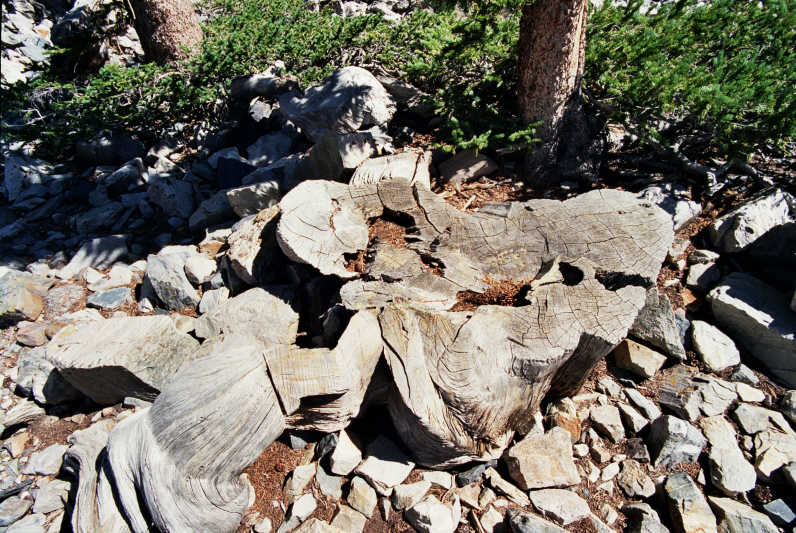
Прометей, спиляний в 1964 р.

Одним із представників виду був «Прометей» або WPN-114 — назва, дана в честь титана Прометея. Вік дерева, на момент спиляння, був приблизно 4862 років. Зростав «Прометей» на верхній межі лісу біля гори Вілер-Пік в Неваді, США. Тепер естафету довговічності взяла «Сосна Мафусаїл».

## Морфологія
Невисоке дерево до 16 м заввишки й діаметра 2 м з характерною золотаво-сіруватою корою і відсутністю смолянистих виділень на хвої, як у Pinus aristata. Гілки мають пучки по п'ять голок, темно-зеленого кольору і довжиною 2–4 см. Голки тримаються на дереві понад 40 років. Шишки яйцеподібні, до 10 см завдовжки і до 4 см завтовшки. Насіння 3–5 мм з довгим крилом до 2 см.

## Розмноження

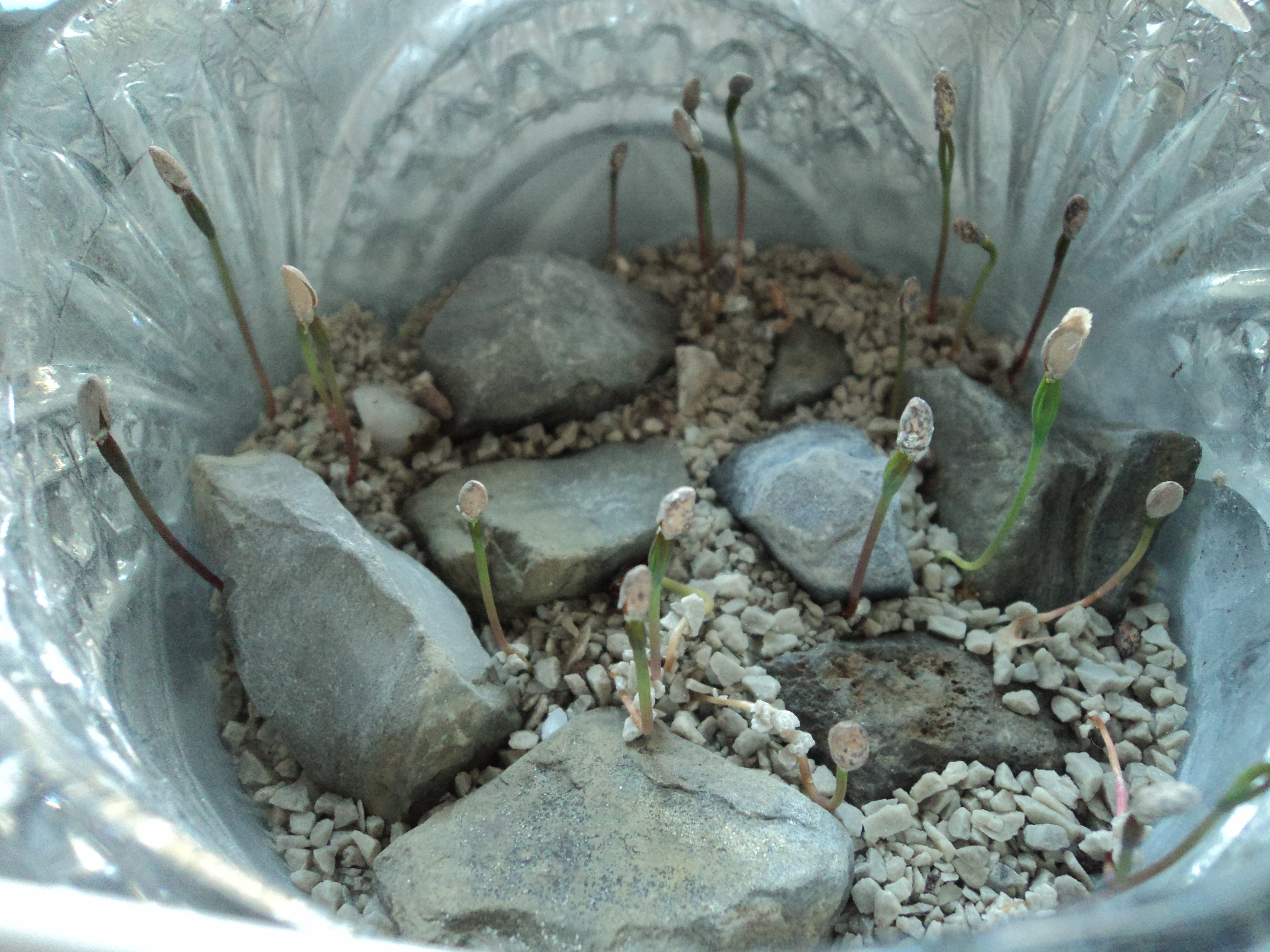
Новонароджені довгожителі

Навіть старі дерева можуть виробляти повноцінне «живе» насіння. А от клонування «Сосна Мафусаїл» не дало бажаних результатів, незважаючи на новітні біотехнологічні інновації. Насіння не потребує стратифікації чи скарифікації, а також повного замочування у воді (зародок потребує достатньо кисню навіть на ранніх стадіях онтогенезу). Ключові фактори насіннєвого розмноження — фотоперіод і температура. Потребує бідний, кам'янистий, лужний ґрунт (див. фото, сіянці на доломітовій крихті).

## Галерея

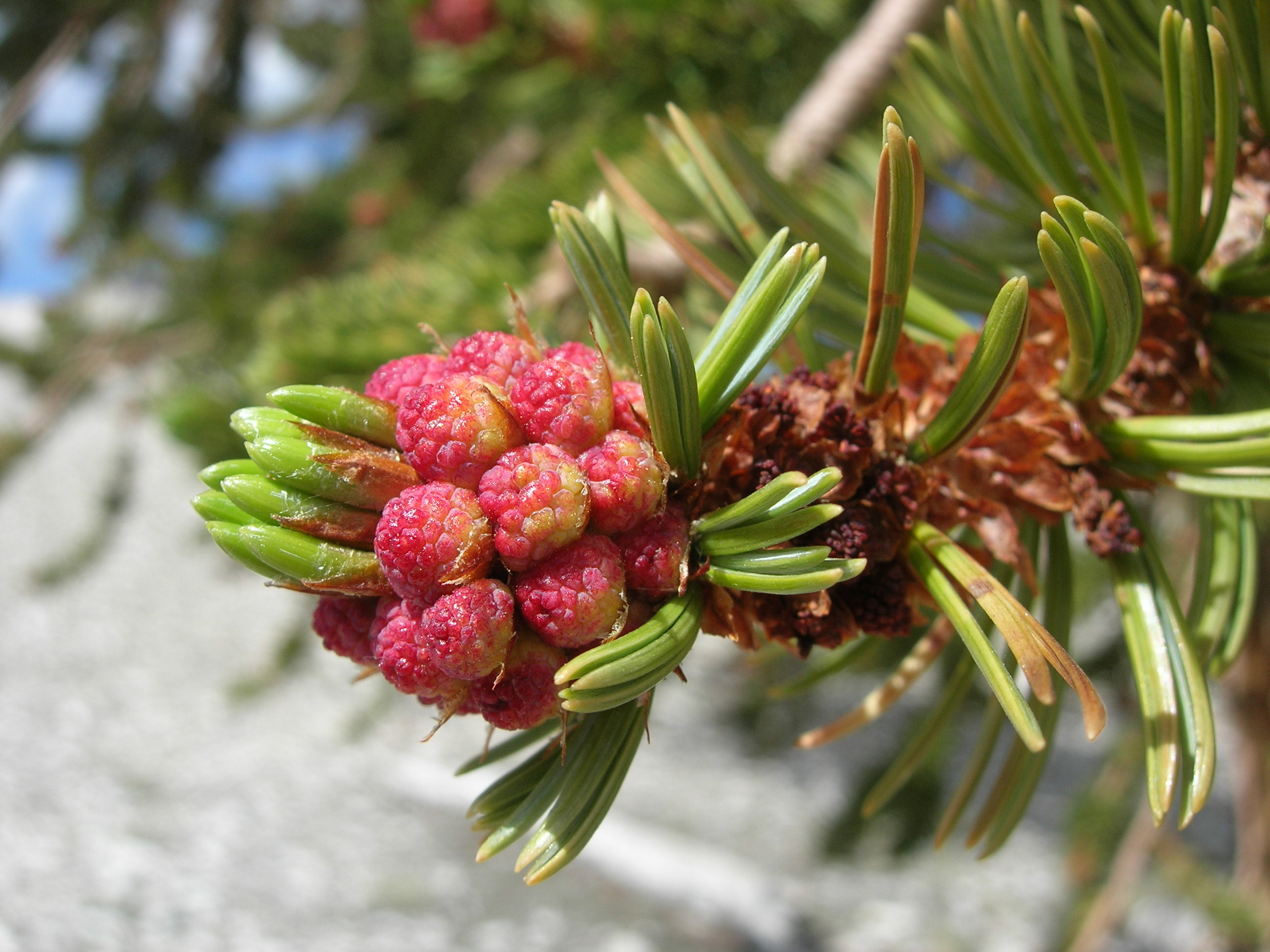
пилкові шишки
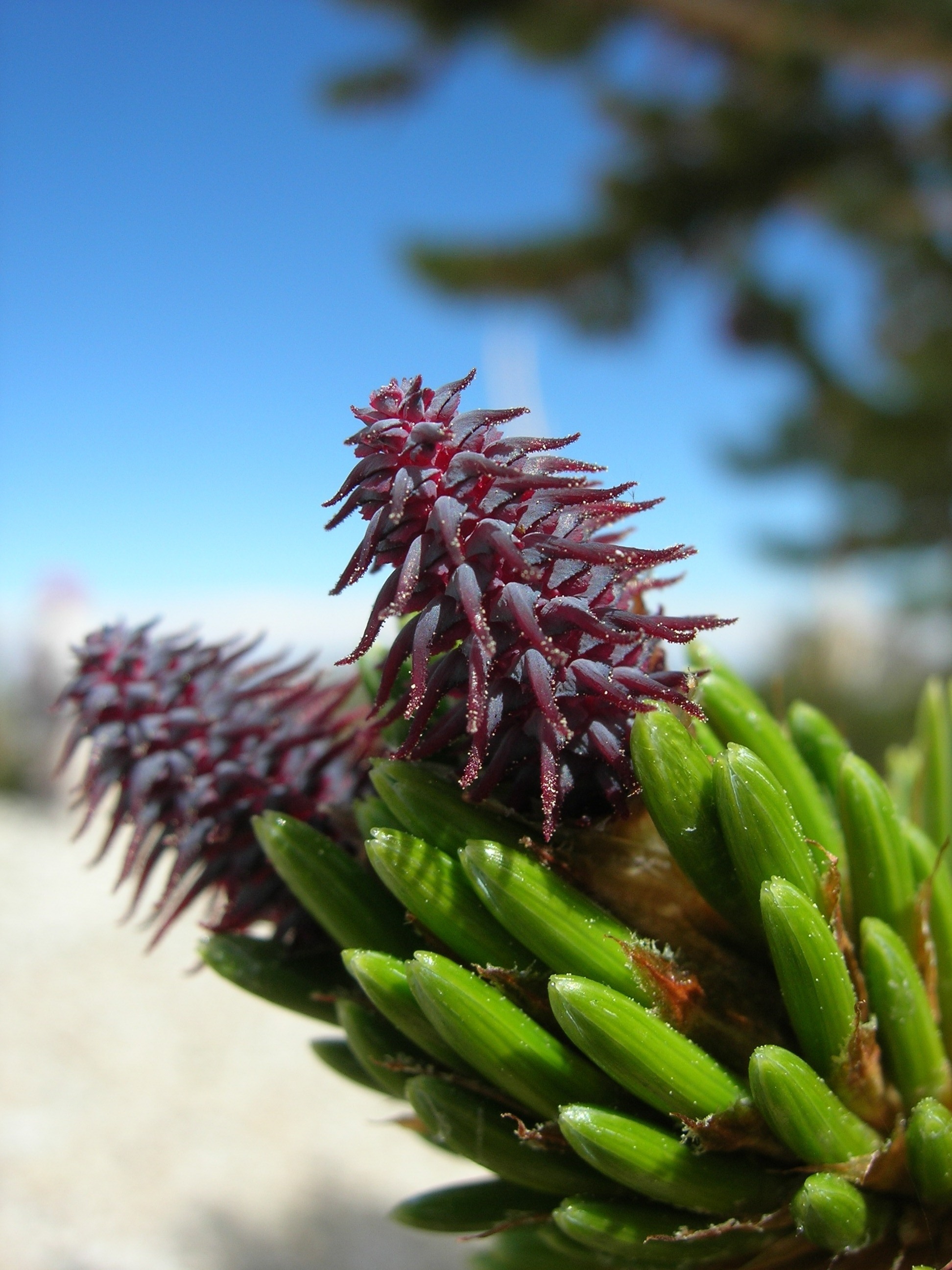
насіннєві шишки
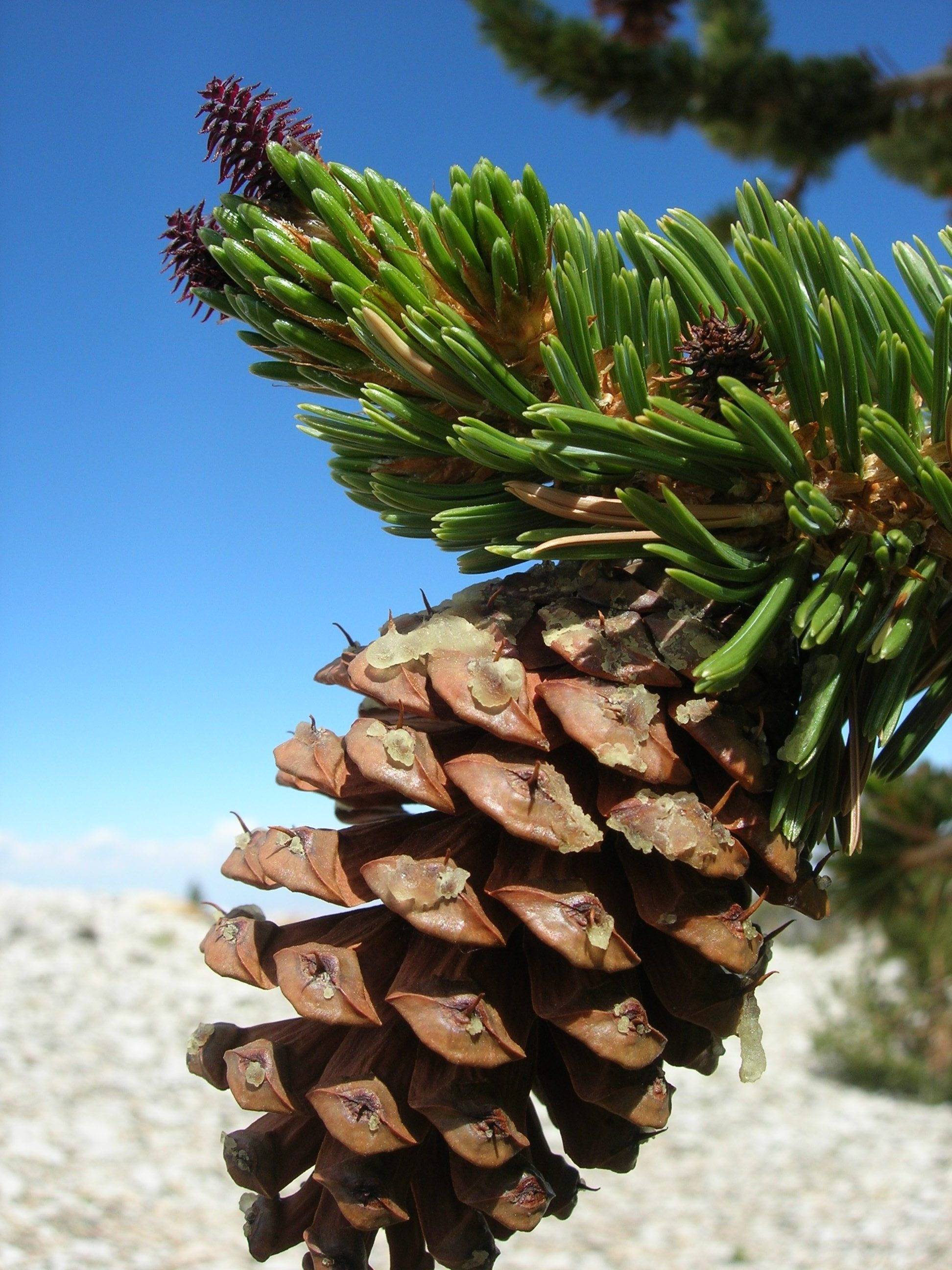
стиглі насіннєві шишки